# Chersonoffensief

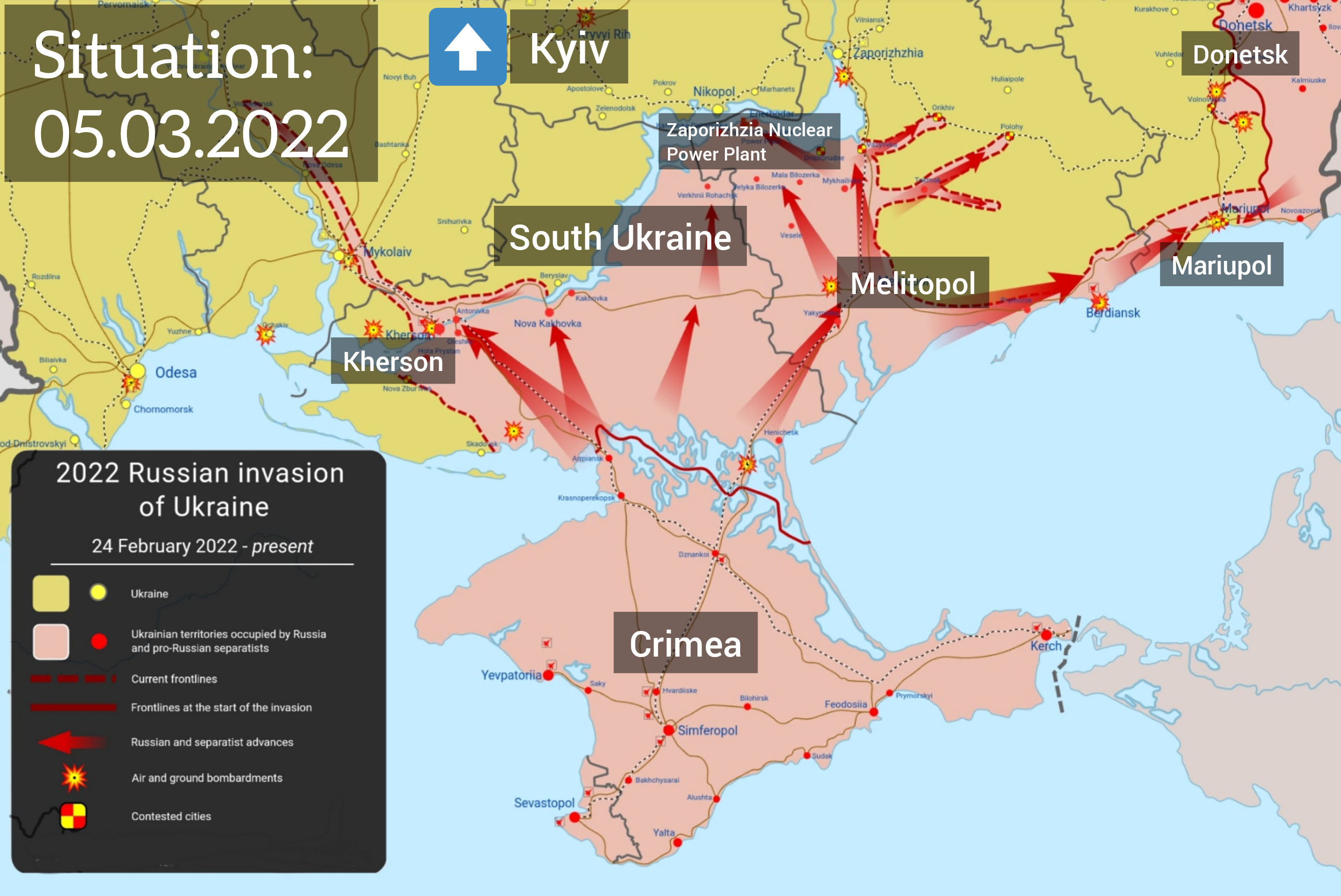
Chersonoffensief op 5 maart 2022

Het Chersonoffensief is een militair offensief, ondernomen door de Russische strijdkrachten, die Oekraïne vanuit het zuiden binnenvielen. Dit offensief begon op 24 februari 2022, met Russische troepenbeweging vanuit de Krim naar de oblast Cherson, als onderdeel van de Russische invasie van Oekraïne in 2022.

## Achtergrond
In de nasleep van de Euromaidan-protesten (2013-2014) en de Maidan-revolutie in februari 2014 annexeerde Rusland het schiereiland de Krim, van 1954 tot dan toe onderdeel uitmakend van Oekraïne. Onder de-facto-heerschappij hielden Russische troepen de Krim de komende acht jaar bezet. De Russische militaire aanwezigheid op het schiereiland is tijdens de Russisch-Oekraïense crisis van 2021-2022 met meer dan 10.000 extra troepen toegenomen.
In april 2021 kopten Amerikaanse media dat er, gezien de militaire opbouw, vrees was ontstaan voor een mogelijk Russische offensief, dat zou kunnen leiden tot een "dramatische escalatie."

## Verloop van het offensief

### 24 februari 2022
De Russische president Vladimir Poetin kondigde die nacht in een televisie-uitzending een speciale militaire operatie in Oekraïne aan. Kort daarna begon de Russische luchtmacht kruisvluchtwapens en ballistische raketten te lanceren op doelen in verschillende steden in de oblast Cherson.
Met luchtsteun trokken Russische strijdkrachten vervolgens de oblast Cherson binnen via gebieden van de Krim die eerder in 2014 door Rusland waren geannexeerd.
De Russische marine gebruikte een zeeblokkade in de Zwarte Zee om te voorkomen dat Oekraïne steun zou verlenen aan eenheden in de buurt van Cherson Oblast. Tevens om de commerciële handel en de goederenstroom naar Zuid-Oekraïne te beperken. Om 3:30 lokale tijd (UCT+2) had Oekraïne alle commerciële scheepvaart in de Zee van Azov gesloten, waardoor meer dan 100 schepen vast kwamen te zitten in havens.
Tegen de avond hadden de Russen de stad Cherson bereikt en de Oekraïners betrokken in de Slag om Cherson. De Russen probeerden de Dnjepr via de Antonovsky-brug in oblast Cherson over te steken. Ondanks de aanvankelijke oversteek door het Russische leger, slaagden de Oekraïense gemechaniseerde troepen erin de brug te heroveren.

### 25 februari 2022
Tegen de ochtend van 25 februari hadden Russische troepen de stad Nova Kachovka omsingeld. Het Noord-Krimkanaal werd gedeblokkeerd en zodoende werd een langdurige waterblokkade naar de Krim, die was opgelegd na de Russische annexatie van het schiereiland in 2014, daadwerkelijk opgeheven. De gevechten begonnen de oblast Zaporizja binnen te dringen toen Russische troepen door de zuidoostelijke oblast Cherson naar Melitopol trokken. Om deze stad in het zuidoosten van Oekraïne is zwaar gevochten. Hierbij is een ziekenhuis aldaar door beschietingen geraakt. Het is niet duidelijk welke strijdende partijen daarvoor verantwoordelijk waren. De Oekraïense autoriteiten spraken tegen dat Melitopol was ingenomen. Later op de dag veroverden Russische troepen opnieuw de Antonovsky-brug. De stad gaf zich toen over aan de oprukkende Russische troepen in de Slag bij Melitopol.

### 3 maart 2022
Burgemeester Igor Kolychaev van Cherson bevestigde dat de stad door de Russen was ingenomen. Het was een van de eerste grote steden in Oekraïne die waren gevallen.

### 2 tot 18 maart 2022 (Mykolajiv / Voznesensk)
De Russische troepen trokken vervolgens westwaarts richting Mykolajiv, dat tussen Cherson en Odessa ligt. Op 4 maart sloegen Oekraïense verdedigers een aanval op deze stad af en heroverden ze de nabijgelegen vliegbasis Koelbakino. De Russische legereenheid passeerde de stad Mykolajiv om 85 km noordwaarts, langs de oostelijke oever van de Zuidelijke Boeg-rivier, de stad Voznesensk op 3 maart aan te vallen. Bij deze stad is een strategische brug over de rivier. De aanval mislukte na drie dagen van hevige strijd. Na een tweede aanval op 9 maart, trok de Russische eenheid zich helemaal terug.

### 29 mei 2022
De generale staf in Kyiv berichtte dat Oekraïne in de provincie Cherson een tegenoffensief was begonnen. De Russen hadden de meeste strijdkrachten geconcentreerd in de Donbas voor de Slag om de Donbas. Ondertussen voerden de uitgedunde Russische strijdkrachten in de Cherson geen offensieven meer en groeven zij zich in. Dit Oekraïens offensief dwong de Russen om meer strijdkrachten in te zetten. De door de Russen aangestelde gouverneur Kirill Stremoöesov verklaarde tegenover persbureau Reuters dat de stad Cherson aanhoudend onder Oekraïens vuur lag.